# حکیم‌آباد (سیب و سوران)
حکیم‌آباد، روستایی در دهستان سیب و سوران بخش مرکزی شهرستان سیب و سوران در استان سیستان و بلوچستان ایران است.

## جمعیت
بر پایه سرشماری عمومی نفوس و مسکن در سال ۱۳۹۵، جمعیت این روستا برابر با ۴۹ نفر (۱۴ خانوار) بوده‌است.